# 劉曇淨
劉曇淨（？—？），字元光，彭城郡呂縣人，南北朝南齊、南梁人，因有孝行而聞名。
劉曇淨的祖父是淮南郡太守劉元直，在郡內有罪，劉曇淨的父親劉慧鏡向朝士乞求饒恕，有孝順名聲；叔父則是士人劉慧斐。劉曇淨孝順有父親風範，擔任安成王國左常侍，父親在郡內去世，他奔喪絕食多天後暈倒又醒來，每次哭泣都會吐血。服喪完畢，劉曇淨悲傷得很是消瘦，其時朝廷向士姓舉四科，叔父劉慧斐以孝行推舉他。梁武帝任用為海寧縣令，他以兄長未為縣令，讓縣令官職給兄長，他就獲授安西將軍行參軍。父親去世後，他侍奉母親至孝，親自煮稀飯，不找別人幫忙；母親生病，他操勞得無法睡覺。到母親逝世，劉曇淨不喝水漿十多天；母親暫時埋葬在藥王寺，當時天氣寒冷，他只穿單薄的衣服，在葬處旁居住，日夜不停哭泣，令路人也覺得哀傷，不滿一年就去世。

## 引用
1. 1 2  《梁書·卷四十七·列傳第四十一》：劉曇淨字元光，彭城呂人也。祖元直，淮南太守，居郡得罪；父慧鏡，歷詣朝士乞哀，懇惻甚至，遂以孝聞。曇淨篤行有父風。解褐安成王國左常侍。父卒於郡，曇淨奔喪，不食飲者累日，絕而又蘇。每哭輒嘔血。服闋，因毀瘠成疾。會有詔，士姓各舉四科，曇淨叔父慧斐舉以應孝行，高祖用為海寧令。曇淨以兄未為縣，因以讓兄，乃除安西行參軍。
2. 1 2  《南史·卷七十六·列傳第六十六》：劉慧斐字宣文，彭城人也。父元直，淮南太守。……慧斐兄慧鏡，安成內史。……子曇淨字元光，篤行有父風，解褐安成王國左常侍。父卒于郡，曇淨奔喪，不食飲者累日，絕而又蘇，每哭輒嘔血。服闋，因毀成疾。會有詔士姓各舉四科，曇淨叔父慧斐舉以應孝行，武帝用為海寧令。曇淨又以兄未為縣，因以讓兄，乃除安西參軍。
3. ↑  《梁書·卷四十七·列傳第四十一》：父亡後，事母尤淳至，身營飧粥，不以委人。母疾，衣不解帶。及母亡，水漿不入口者殆一旬。母喪權瘞藥王寺。時天寒，曇淨身衣單布，廬於瘞所，晝夜哭泣不絕聲，哀感行路，未及朞而卒。
4. ↑  《南史·卷七十六·列傳第六十六》：父亡後，事母尤淳至，身營餐粥，不以委人。母疾，衣不解帶，及母亡，水漿不入口者殆一旬。母喪權瘞藥王寺，時天寒，曇淨身衣單布衣，廬於瘞所。晝夜哭臨不絕聲，哀感行路，未期而卒。

## 延伸阅读
[在维基数据编辑]
 《梁書/卷47》，出自姚思廉《梁書》